# Towerborne
Towerborne est un futur jeu d'action-aventure à défilement latéral développé par Stoic Studio et publié par Xbox Game Studios. Il est commercialisé en accès anticipé en 2024 pour Microsoft Windows, Xbox One et Xbox Series.

## Système de jeu
Towerborne est un jeu vidéo d'action-aventure à défilement horizontal inspiré les jeux de type beat'em all. Le jeu se déroule dans la Cité des Nombres, un monde fantastique post-apocolyptique submergé de monstres. Les héros de Towerborne sont connus sous le nom de Champion, qui doivent partir à la reconquête des territoires perdus. Les Champions peuvent être personnalisés au Beffroi, le monde central du jeu. Les joueurs peuvent choisir parmi plusieurs types d'armes, notamment les massues de guerre, les gantelets, les doubles dagues ainsi que les épées et boucliers, bien que les joueurs ne soient limités à aucun style de jeu. Le jeu propose une carte du monde basée en hexagones. Au fur et à mesure que les joueurs explorent le monde du jeu, ils ouvriront davantage d’hexagones et débloqueront ainsi de nouvelles opportunités de mission et rencontreront de nouveaux types d’ennemis. Le jeu prend en charge le mode multijoueur coopératif local et en ligne à quatre joueurs.

## Développement
Towerborne est développé par Stoic et publié par Xbox Game Studios. Le jeu a été développé à l'aide d'Unreal Engine et le style artistique du jeu s'est inspiré des longs métrages d'animation. Initialement, le jeu a été conçu pour être un jeu 2D comme la série The Banner Saga, bien que cela ait ensuite été étendu pour inclure davantage d'axes de mouvement. Le ton du jeu est plus exaltant que celui de The Banner Saga. Alors que le jeu se déroule dans un monde post-apocolyptique, la tour du Beffroi a été décrite par l'équipe comme « une lueur d'espoir et de sécurité parmi les ruines de l'humanité et la Cité des Nombres ».
Nommé au départ Project Belfry, le jeu a été montré pour la première fois en octobre 2021. Le jeu a été officiellement annoncé le 13 juin 2023, lors de l'Xbox Games Showcase. Towerborne a été envisagé par Stoic comme un jeu service, le studio prévoyant d'introduire du nouveau contenu dans le jeu après son lancement officiel. Le jeu devrait sortir en 2024 sur Microsoft Windows PC, Xbox One et Xbox Series.